# Louis Clark

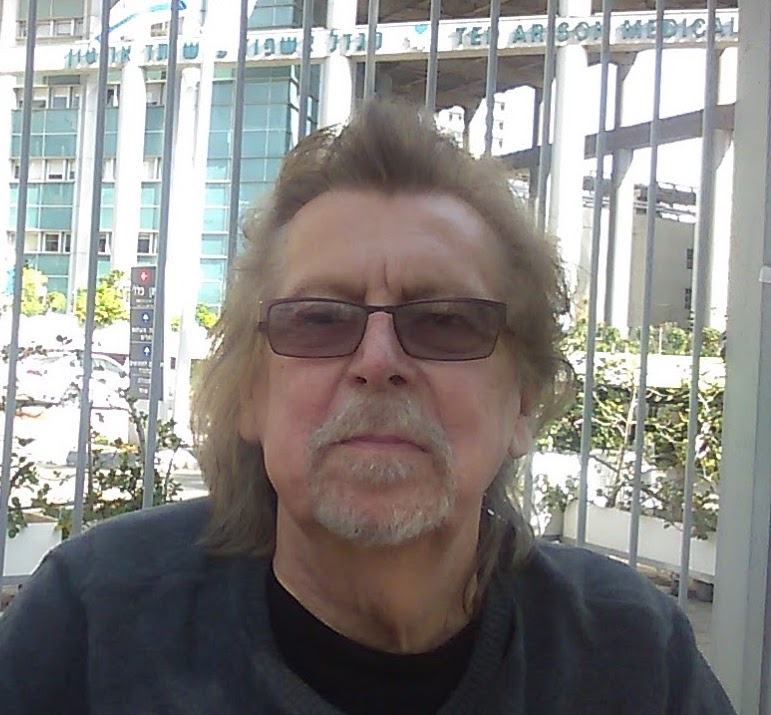
Louis Clark, 2017

Louis Clark (* 27. Februar 1947 in Kempston, Bedfordshire, England; † 13. Februar 2021 in Ohio) war ein britischer Dirigent, Multiinstrumentalist und Arrangeur.

## Leben und Wirken
Clark besuchte die Bridgnorth Grammar School in Shropshire und erhielt im Alter von 14 Jahren Unterricht in Klavier und Bratsche. Später spielte er Bass bei der Band The Buccaneers, aus der 1969 die The Raymond Froggatt Band hervorging. Mit dieser nahm er zehn Singles und zwei Alben auf. Im Alter von 24 schrieb er sich als Student am Leeds Conservatoire ein, wo er die nächsten drei Jahre Flöte, Keyboard und Komposition studierte. Bei Aufnahmen für ein Musical im De Lane Lea Studios traf er auf Jeff Lynne, der dort am Electric-Light-Orchestra-Album Eldorado arbeitete; Lynne verpflichtete Clark daraufhin für das Streicherarrangement.
1979 wurde ihm durch die Plattenfirma von ELO die Aufnahme eines Soloalbums ermöglicht. Er spielte selbst so gut wie alle Instrumente ein und war auch für Komposition und Produktion verantwortlich. Das Album war jedoch kein kommerzieller Erfolg. 1981 nahm er als Dirigent mit dem Royal Philharmonic Orchestra das Album Hooked on Classics auf. Das Album erschien in Deutschland unter dem Namen Classic Disco  und erreichte im Februar 1982 für eine Woche die Spitzenposition der deutschen Albumcharts. Die ausgekoppelte gleichnamige Single war 13 Wochen in den deutschen Charts und erreichte die Top-20. Auch in Österreich, Kanada, Australien, und dem Vereinigten Königreich war die Single höchst erfolgreich; sie platzierte sich sogar in den Top-10 der Billboard-Charts. Zu dieser Zeit trat er sowohl mit ELO als auch dem Royal Philharmonic Orchestra als Dirigent in der Royal Albert Hall auf.
Danach wirkte Clark an Aufnahmen des ELO-Mitgründers Roy Wood und des ehemaligen ELO-Bassisten Kelly Groucutt mit, es folgten ebenso weitere Aufnahmen mit dem Royal Philharmonic Orchestra. 1983 wurde Clark zum Ehrenmitglied des Royal Philharmonic Orchestra ernannt. 1989 arrangierte er die Streicher für Roy Orbisons Titel A Love So Beautiful und California Blue. 1990 verpflichtete ihn Bev Bevan für das Debütalbum seiner neuen Band ELO Part II, Clark wurde später Mitglied der Band und trat mit ihr auch live auf. Auch in den 2000er Jahren war er noch mit anderen ehemaligen ELO-Mitgliedern unter verschiedenen Bandnamen unterwegs.
Clark war in zweiter Ehe verheiratet und hatte insgesamt drei Kinder.
Er starb am 13. Februar 2021 im Alter von 73 Jahren nach monatelanger Erkrankung.

## Diskografie (Auszug)
- 1974: Eldorado – Electric Light Orchestra
- 1975: Face the Music – Electric Light Orchestra
- 1976: A New World Record – Electric Light Orchestra
- 1977: Out of the Blue – Electric Light Orchestra
- 1979: Discovery – Electric Light Orchestra
- 1980: Xanadu – Original Soundtrack
- 1981: Diary of a Madman – Ozzy Osbourne
- 1981: Hooked on Classics / Classic Disco – Royal Philharmonic Orchestra
- 1982: Hooked on Classics 2: Can’t Stop the Classics – Royal Philharmonic Orchestra
- 1982: Kelly – Kelly Groucutt
- 1983: Hooked on Classics 3: Journey Through the Classics – Royal Philharmonic Orchestra
- 1983: Your Move – America
- 1983: Secret Messages – Electric Light Orchestra
- 1987: Starting Up – Roy Wood
- 1989: Mystery Girl – Roy Orbison
- 1990: Serious Hits… Live! – Phil Collins
- 1990: ELO Part II – ELO Part II
- 1993: Roll Over Beethoven – Orkestra
- 1994: Annie’s Song – Roger Whittaker

## Auszeichnungen
- 1981: Grammy-Nominierung in der Kategorie Grammy Award for Best Pop Instrumental Performance für Hooked On Classics (Single)[7]
- 1982: Grammy-Nominierung in der Kategorie Grammy Award for Best Pop Instrumental Performance für Hooked On Classics (Album)